# Tropicanus digitus
Tropicanus digitus är en insektsart som beskrevs av Delong 1944. Tropicanus digitus ingår i släktet Tropicanus och familjen dvärgstritar. Inga underarter finns listade i Catalogue of Life.